# Куртов, Алексей Васильевич
Алексей Васильевич Куртов (1896 – 1973) – советский государственный и партийный деятель, председатель Костромского областного исполнительного комитета (1944–1950), министр торговли РСФСР (1951–1953).

## Биография
Родился в 1896 году в селе Косяково Спасской волости Бронницкого уезда Московской губернии. Член ВКП(б) с 1929 года.
В русской императорской армии. Участник Первой мировой - старший унтер-офицер 604-го пехотного Вислинского полка, ранен 11.07.1917 г. у деревни Домамороч и Гражданской войн, в 1919-1922 гг. - в РККА.
С 1922 года - на общественной и партийной работе.
В 1922 - 1953 гг. :
- секретарь Косяковского сельского Совета,
- председатель Морчуговского потребительского общества,
- заведующий Заготовительным отделом Коломенского Союза потребительских обществ,
- директор совхоза Коломенского центрального рабочего кооператива,
- начальник Отдела рабочего снабжения Коломенского машиностроительного завода,
- заведующий Ярославским областным отделом советской торговли,
- заместитель председателя Исполнительного комитета Ярославского областного Совета,
- председатель Исполнительного комитета Костромского областного Совета,
- министр торговли РСФСР.

Избирался депутатом Верховного Совета СССР 2 созыва.